# Bøjden
Bøjden är en tätort i Fåborg-Midtfyns kommun i Region Syddanmark i Danmark. Tätorten har 274 invånare (2024). Den ligger på Fyn, cirka 28 kilometer sydväst om Ringe.
Från Bøjden går bilfärja till Fynshav på ön Als.